# 아이오쿠라에
《아이오쿠라에(일본어: 愛をくらえ)》는 슈퍼플라이가 2011년 10월 12일에 발매한 CD 싱글이다.

## 곡 목록

### CD
1. "愛をくらえ" - 4:37
2. "I My Me Mine Mine" - 2:37

### DVD
2011.6.15 Free Live at 요코하마 아카렌가 창고
1. "Rollin' Days"
2. "Wildflower"
3. "Sunshine Sunshine"
4. "Eyes On Me"
5. "Beep!!"
6. "Free Planet"
7. "타마시이 레볼루션"
8. "Ah"
9. "Alright!!"